# أدريانا فينيارد
أدريانا فينيارد (أو كروم عنب أدريانا) المزروعة على ارتفاع 5000 تقريبًا في سفوح جبال الأنديز، على الحدود الغربية لتوبونجاتو ألتو، مندوزا، الأرجنتين، في منطقة صغيرة تسمى غالتالاري. وهي تنتمي إلى Bodega Catena Zapata.[بحاجة لمصدر] وبسبب كونها أعلى الكروم في مندوزا، فإنها تستفيد من تأثير البرودة من جبال الأنديز وأشعة الشمس الساطعة  الناتجة عن الارتفاعات العالية. زيادة شدة ضوء الشمس بسبب الارتفاع ادت إلى إلى زيادة سماكة جلود حبات العنب، لأن شجرة العنب تحاول حماية بذورها من الشمس. جلود العنب غنية بالتاننينز والبوليفينول، وهي مركبات تعطي النبيذ نكهته، وهذا ما يفسر سبب تركيز العالي لنبيذ كروم عنب أدريانا وقدرته على البقاء لمدة أطول. أيضا، وبسبب المناخ الجبلي البارد، فإن النبيذ من ادريانا لديه نوع معين من المعادن  ولديه رائحة وطعم مميزين لا يوجدان بانواع النبيذ الأخرى في منطقة مينزودا. تتكون التربة  كروم عنب ادريانا من الحجر الجيري والحصى الكبيرة التي تجعلها جيدة التصريف؛ مما ادى إلى ان يكون المحصول منخفض بشكل طبيعي والعنبيات صغيرة الحجم ومركّز  ربما تكون كروم ادريانا أكثرالكروم دراسة في العالم. حيث تشتهر بقطعة واحدة من شاردونيه والنبيذ الأبيض والعظام البيضاء. وايضا عنب المالبيك، التي تمت مراجعتها وتفقدها بشدة من قبل منشورات النبيذ العالمية 
منح روبرت باركر من The Wine Advocate درجة 100 نقطة مثالية لخمر 2016 من River Stones Malbec.